# Mehmet Akif Alakurt
Mehmet Akif Alakurt (ur. 23 lipca 1979 w Stambule) – turecki aktor telewizyjny i filmowy, model.

## Życiorys

### Wczesne lata
Urodził się i dorastał w Stambule jako syn Cemal Alakurt. 

### Kariera
Po ukończeniu szkoły średniej, rozpoczął zawodową karierę z agencją Neşe Erberk jako model. W 1998 otrzymał tytuł „Najbardziej obiecującego” i „Księcia Turcji”. W 2001 zdobył tytuł najlepszego modela w Turcji, w 2002 roku uzyskał tytuł finalisty konkursu „Najlepszy model świata”. 
W 2002 wystąpił jako Ali Kirman Koçoğlu w tureckim serialu Kirik Ayna z Kadirem İnanır. Grał potem w serialach: Zeytin Dali (2005) jako Kenan z Bergüzar Korel i Haci (2006) jako Ahmet Gesili z Tuncel Kurtiz. Przełomem w karierze była rola Borana Genco w telenoweli Sila: odnaleźć przeznaczenie (Sila, cautiva de amor, 2006-2008).

### Życie prywatne
Spotykał się z modelką Leylą Basak (2006-2008) i Selin Demiratar (2008-2010). Od 2013 związał się z Tuğçe Vargın.

## Filmografia
- 2002-03: Kirik Ayna jako Ali Kirman
- 2004: Metro Palas jako Ural
- 2005: Zeytin Dali jako Kenan
- 2006: Hacı jako Ahmet Gesili
- 2006-2008: Sila: odnaleźć przeznaczenie (Sila, cautiva de amor) jako Boran Genco
- 2008-2010: Adanalı jako Maraz Ali (Ali Gökdeniz)
- 2011: Reis jako Murat Reis
- 2013: Fatih jako Mehmed II Zdobywca
- 2014: Emanet jako Firat oficer